# اقتراض نحوي
الاقتراض النحوي ضرب من الاقتراض اللغوي، حاصل من تأثير نحو لغة، ومنهج تركيب ألفاظها والنحو الذي تنظم عليه، في نحو لغة أخرى.

## أمثلة

### على اقتراض النحو الإنجليزي
| العبارة                           | بالإنجليزية                              | الصواب                              | العلة                                                 |
| --------------------------------- | ---------------------------------------- | ----------------------------------- | ----------------------------------------------------- |
| لغات هندية أوروبية                | Indo-European languages                  | لغات أوروبية هندية                  | يقلب ترتيب المفردات في المركبات الكلاسيكية.           |
| تأثير اللغة العربية على الإسبانية | Arabic influence on the Spanish language | تأثير اللغة العربية في الإسبانية    | يقال أثر في الشيء أي ترك فيه أثرا ولا يقال أثر عليه.  |
| مصطلح […] يشير إلى […]            | The term […] refers to […]               | مصطلح […] يراد به […]؛ يقصد منه […] | اقتراض معنوي، الإشارة إلى الشيء لا تعني الدلالة عليه. |
| فقط جردن                          | Just Jordan                              | جردن فقط                            | لا تأتي "فقط" في بداية الكلام.                        |
| نظام التشغيل لديك                 | Your operating system                    | نظام التشغيل                        | تفيد اللام العهدية معنى ضمير الملكية في هذه الحالة.   |
| Être sur l'avion                  | To be on the plane                       | Être dans l'avion                   | ترجمة اقتراضية                                        |
| الحسن الأول من المغرب             | Hassan I of Morocco                      | الحسن الأول ملك المغرب              | of تفيد النسبة                                        |